# Tortoise (czołg)
Tank, Heavy Assault, Tortoise (A39) – brytyjski prototypowy czołg superciężki z okresu II wojny światowej.
Tortoise został opracowany z myślą o atakowaniu silnie ufortyfikowanych pozycji nieprzyjaciela, więc nacisk położono przede wszystkim na silne opancerzenie pojazdu. Zbudowano sześć egzemplarzy czołgu (planowano 25), jednak żaden z nich nie zdążył wziąć udziału w działaniach bojowych. 
Załoga czołgu składała się z siedmiu osób – dowódcy, kierowcy, działonowego, dwóch ładowniczych obsługujących 32-funtową armatę oraz dwóch strzelców karabinów maszynowych. Wnętrze pojazdu podzielone było na trzy przedziały. W przednim znajdowała się skrzynia biegów, w drugim załoga, natomiast w ostatnim silnik Rolls-Royce Meteor. Armata umieszczona była w kadłubie pojazdu, co powoduje, że Tortoise może być klasyfikowany jako działo samobieżne.